# Brecht-Haus (Berlin)

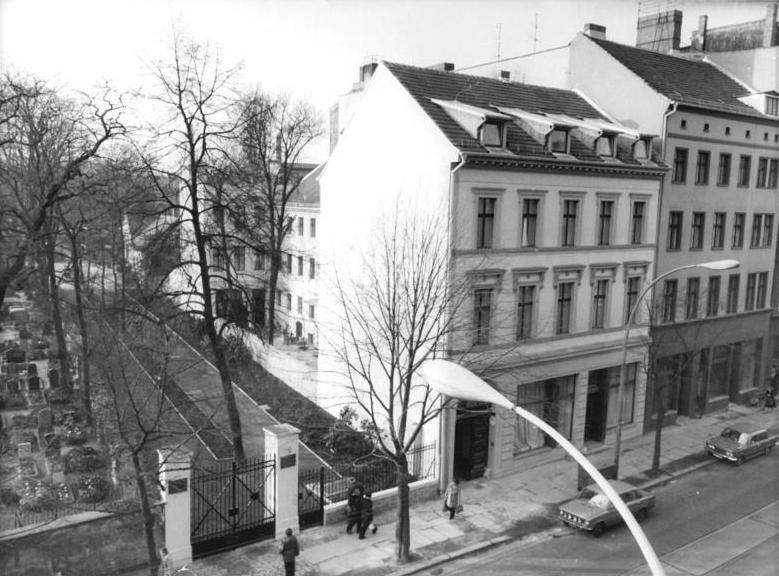
Brecht-Haus in der Chausseestraße 125, 1978

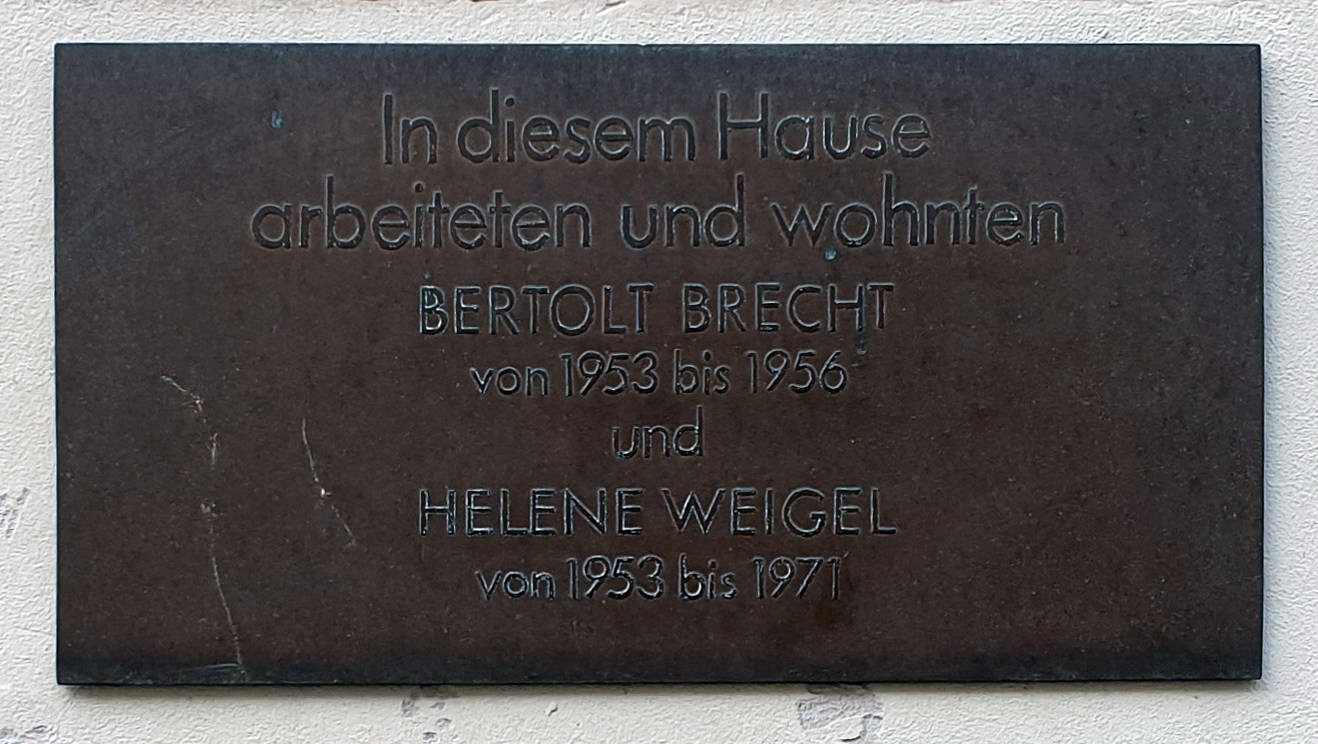
Gedenktafel am Brecht-Haus

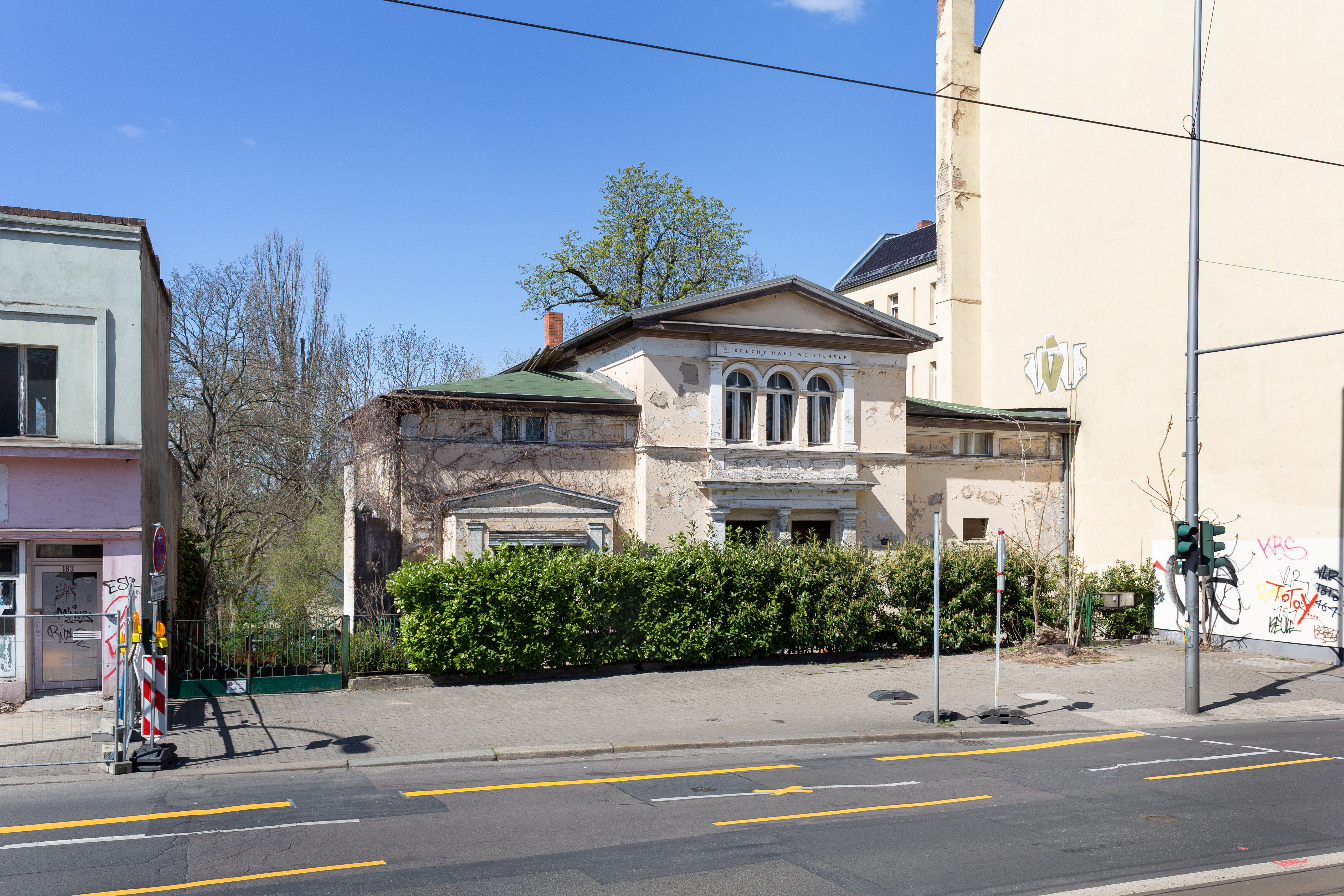
Von 1949 bis 1953 wohnte Brecht in Weißensee im Haus Berliner Allee 185

Das Brecht-Haus in der Chausseestraße 125 in Berlin-Mitte war von 1953 bis zu seinem Tod das Wohnhaus von Bertolt Brecht und Helene Weigel. Am  9. Februar 1978  wurde das Brecht-Haus von Erich Honecker, Barbara Brecht-Schall und Werner Hecht eröffnet. Es ist zu unterscheiden vom Wohnhaus der beiden nach der Rückkehr aus dem Exil, das sich in der Berliner Allee 185 (Foto unten) in Weißensee befindet. Das Brecht-Haus Mitte befindet sich neben dem Dorotheenstädtischen Friedhof, auf dem beider Grabstätten sind, und beherbergt das Brecht-Weigel-Museum, Archive zu Weigel und Brecht sowie das Literaturforum im Brechthaus. Das Gebäude wurde 1843 erbaut und steht heute unter Denkmalschutz.

## Einrichtungen im Brecht-Haus
Nach dem Tode von Helene Weigel wurde das Haus als Erinnerungs- und Arbeitsstätte für die Pflege des künstlerischen Erbes von Brecht und Weigel genutzt. Dem dienten und dienen seit der Eröffnung am 10. Februar 1978 verschiedene Institutionen:

### Brecht-Weigel-Museum
Das Brecht-Weigel-Museum ist eine Einrichtung der Akademie der Künste zu Berlin. Es befindet sich in früheren Wohn- und Arbeitsräumen des Ehepaares Brecht-Weigel. Mehrere Räume sind in der ursprünglichen Ausstattung erhalten. Der Besuch ist im Rahmen von Führungen möglich.

### Bertolt-Brecht- und Helene-Weigel-Archiv
Im Brecht-Haus befinden sich als Dependancen des Archivs der Akademie der Künste, vormals der Akademie der Künste der DDR, das Bertolt-Brecht-Archiv und das Helene-Weigel-Archiv. Der frühere Leiter des Brecht-Archivs, Erdmut Wizisla, resümierte die Zusammenarbeit dieser Institutionen in Sechsundvierzig Jahre Brecht-Haus, einem Beitrag in der von der Akademie der Künste (Berlin) herausgegebenen Literaturzeitschrift Sinn und Form. Das Archiv wurde nach dem Tod Bertolt Brechts von Helene Weigel in ihrem Wohnhaus eingerichtet und nach deren Tod aus ihrem Nachlass ergänzt. Die Archive sind mit Voranmeldung öffentlich zugänglich. Leiter des Brecht-Archivs ist seit 2024 Noah Willumsen.

### Brecht-Zentrum der DDR
Das Brecht-Zentrum der DDR war eine Einrichtung des Ministeriums für Kultur zur Organisation und Koordinierung vielfältiger wissenschaftlicher und kulturpolitischer Aktivitäten zum Werk Brechts sowie zu aktuellen Fragen der Brecht-Rezeption im In- und Ausland. Dazu gehörte auch die deutsch-deutsche Kooperation bei der Herausgabe der Werke von Brecht. Alljährlich wurden thematisch orientierten „Brecht-Tage“ mit internationaler (also auch westdeutscher) Beteiligung organisiert.
1990 wurde die Einrichtung als Brechtzentrum Berlin vom Land Berlin übernommen und 1992 in das Literaturforum im Brecht-Haus überführt. Die wissenschaftlichen Aufgaben des Brecht-Zentrums wurden an die Arbeitsstelle Bertolt Brecht an der Universität Karlsruhe abgegeben.
Seit der Gründung im Jahre 1976 bis 1990 war Werner Hecht, ein enger Mitarbeiter von Helene Weigel, Leiter des Brecht-Zentrums.